# Устье (Пензенская область)
Устье — село в Спасском районе Пензенской области. Административный центр и единственный населённый пункт Устьинского сельсовета.

## География
Находится в северо-западной части Пензенской области на расстоянии приблизительно 6 км на север-северо-восток от районного центра города Спасска на границе с республикой Мордовия.

## История
Основано не позже 1684 году Лукьяном Фроловичем Слепцовым. В 1860-х годах — волостной центр Спасского уезда, церковь, мельница. В 1882 году учтено 228 дворов. В 1913 году в селе волостное правление, церковноприходская школа. В 1955 году — центральная усадьба колхоза имени Сталина, в 1972 году — колхоза «Россия». В 2004 году 196 хозяйств.

## Население
Численность населения: 1317 человек (1864 год), 1421 (1877), 1340 (1913), 1274 (1926), 948 (1939), 675 (1959), 594 (1979), 514 (1989), 552 (1996). Население составляло 478 человек (русские 91 %) в 2002 году, 438 — в 2010.